# Franciscan University of Steubenville
La Franciscan University of Steubenville è un'università privata di indirizzo cattolico con sede a Steubenville, nello stato americano dell'Ohio.
Il College of Steubenville  fu aperto nel 1946 dai fratelli del Terzo ordine regolare di San Francesco su richiesta di Anthony John King Mussio, vescovo di Steubenville. Ottenne il titolo di university nel 1980.